# Kamila Valijevová
Kamila Valerjevna Valijevová (* 26. dubna 2006 Kazaň) je ruská krasobruslařka tatarské národnosti, závodící v soutěži jednotlivkyň.

## Život
Narodila se v tatarském městě Kazaň. Bruslit začala ve třech letech pod vedením trenérky Xenije Ivanovové. Po rozvodu rodičů se v šesti letech přestěhovala s matkou Alsou do Moskvy. V Moskvě pokračoval v hodinách krasobruslení v SSHOR Moskvič. V roce 2018 si ji ve 12 letech vybrala do své tréninkové skupiny trenérka Eteri Tutberidze při zápasnickém klubu Sambo-70.
Na mezinárodní scéně se poprvé představila v soutěži jednotlivkyň v srpnu 2019 ve francouzském Courchevel. Již v tomto mladém věku předváděla čtverné skoky. V roce 2020 vybojoval v březnu v necelých 14 letech titul juniorské mistryně světa. V prosinci 2020 poprvé startovala na ruském mistrovství žen a skončila druhá za týmovou kolegyní Annou Ščerbakovovou. V prosinci 2021 ruské mistrovství poprvé vyhrála, při dopingové kontrole však byly v jejím vzorku nalezeny stopy po zakázané látce trimetazidine (TMZ).
V lednu 2022 vyhrála s velkým náskokem mistrovství Evropy v estonském Tallinnu.

### ZOH Peking 2022
Dne 7. února 2022 na olympijských hrách v Pekingu výrazně pomohla družstvu Ruského olympijského výboru k zisku zlatých olympijských medailí v soutěži družstev. Po závodě však neproběhlo předávání medailí, po kterém některá média spekulovala o užití zakázané látky jednoho z ruských krasobruslařů. V pátek 11. února byla oficiálně zveřejněná zpráva, že měla pozitivní dopingový test na prosincovém mistrovství Ruska. Výsledky dopingové zkoušky oznámila akreditovaná laboratoř ve Stockholmu již v pondělí. Ruská antidopingová agentura (RUSADA) jí pozastavila činnost, kterou po jejím protestu nezávislá disciplinární komise zrušila. Mezinárodní olympijský výbor (MOV), Mezinárodní bruslařská unie (ISU) a Světová antidopingová agentura (WADA) se proti tomuto zrušení odvolali k Sportovnímu arbitrážnímu soudu (CAS).
Dne 14. února jí po výslechu CAS umožnil startovat v soutěži jednotlivkyň a 15. února nastoupila do krátkého programu, který vyhrála. Důvodem, proč jí CAS umožnil startovat v soutěži, bylo mimo nízký věk (chráněná osoba podle pravidel WADA) i překročení 20denní lhůty pro oznámení výsledků po odebrání vzorku (25. prosinec). Důvodem zpoždění byly údajně komplikace s pandemií covidu-19. Také bylo uvedeno, že výsledky odebraného vzorku B nejsou doposud známé. Mezinárodní olympijský výbor dále uvedl, že konečné výsledky soutěže jednotlivkyň a družstev budou do vyšetření celé její kauzy předběžné.